# Seymour Fagan
Seymour Fagan (* 30. Dezember 1967 in Old Harbour Bay, Saint Catherine Parish) ist ein ehemaliger jamaikanischer Sprinter, der sich auf den 400-Meter-Lauf spezialisiert hatte.
Seinen größten sportlichen Erfolg feierte Fagan bei den Weltmeisterschaften 1991 in Tokio, als er gemeinsam mit Patrick O’Connor, Devon Morris und Winthrop Graham die Bronzemedaille in der 4-mal-400-Meter-Staffel gewann. In 3:00,10 min musste sich das jamaikanische Quartett nur dem Europarekord laufenden Team aus Großbritannien um Roger Black (2:57,53 min) und der Staffel der USA (2:57,57 min) geschlagen geben. Im 400-Meter-Lauf gelangte er ins Halbfinale. Seine persönliche Bestzeit von 44,88 s stellte er im ersten Vorlauf auf.
Seymour Fagan ist 1,88 m groß und wog zu Wettkampfzeiten 81 kg.